# Kompaktifizierung
Kompaktifizierung ist ein Oberbegriff aus dem mathematischen Teilgebiet der Topologie. Unter einer Kompaktifizierung versteht man dabei die Zuordnung kompakter Räume zu bestimmten topologischen Räumen, sodass der jeweils zugeordnete kompakte Raum, die Kompaktifizierung des ursprünglichen Raums, topologische Eigenschaften des ursprünglichen Raumes übernimmt. In vielen Fällen kann der ursprüngliche Raum als Teilraum des kompaktifizierten Raumes aufgefasst werden.
Mathematisch gesehen ist eine Kompaktifizierung {\displaystyle (Y,g)} eines topologischen Raumes {\displaystyle X} ein kompakter Raum {\displaystyle Y} zusammen mit einer Einbettung {\displaystyle g:X\to Y}. In der Regel setzt man zusätzlich voraus, dass die Einbettung dicht ist, das heißt {\displaystyle g(X)} ist eine dichte Teilmenge von {\displaystyle Y}. Es gibt aber auch Kompaktifizierungen, bei denen man die Dichtheit weglässt.

## Übliche Forderungen
- Der Raum ist homöomorph zu einem Teilraum der Kompaktifizierung, das ist äquivalent dazu, dass eine Einbettung in die Kompaktifizierung existiert, das heißt eine injektive, stetige und relativ offene Abbildung.
- Eingebettet in die Kompaktifizierung aufgefasst, ist er eine dichte Teilmenge dieser, dies garantiert die Eindeutigkeit von Fortsetzungen stetiger Abbildungen auf die Kompaktifizierung (s. u.).
- Möglichst große Klassen stetiger Abbildungen auf dem Raum lassen sich stetig auf die Kompaktifizierung fortsetzen oder zumindest in ähnlicher Weise auf die Kompaktifizierung übertragen.
- Die Kompaktifizierung erfüllt die Hausdorffeigenschaft.

## Beispiele
Im Allgemeinen gibt es für einen Raum viele verschiedene Kompaktifizierungen, die sich z. T. dramatisch unterscheiden.

### Stone-Čech-Kompaktifizierung
Jeder vollständig reguläre Raum kann durch die Stone-Čech-Kompaktifizierung kompaktifiziert werden. Dafür gibt es eine Reihe verschiedener Konstruktionen und der entstehende Raum  {\displaystyle \beta X} hat viele Eigenschaften, die ihn auszeichnen, z. B.
- {\displaystyle \beta X} ist, falls diesem Verband angehörig, maximal im Verband der Kompaktifizierungen, die {\displaystyle X} als dichten Unterraum enthalten
- jede beschränkte Funktion {\displaystyle f\colon X\to \mathbb {R} } lässt sich nach {\displaystyle \beta X} fortsetzen

### Einpunktkompaktifizierung (Alexandroff-Kompaktifizierung)
Der russische Mathematiker Paul Alexandroff hat eine Konstruktion angegeben, die für einen beliebigen topologischen Raum {\displaystyle X} zu einer kompakten Erweiterung führt:
Es wird ein einzelner neuer Punkt {\displaystyle \omega } zu {\displaystyle X} hinzugenommen. Die Topologie, also die offenen Teilmengen von {\displaystyle X^{*}=X\cup \{\omega \}}, besteht dann aus den gegebenen offenen Teilmengen von {\displaystyle X} und den Komplementen der kompakten Mengen, die in {\displaystyle X} liegen.
Die Einbettung {\displaystyle \varphi \colon X\rightarrow X^{*}} wird  Alexandroff-Erweiterung oder auch Alexandroff-Kompaktifizierung von {\displaystyle X} genannt. Sie hat die meisten der oben geforderten Eigenschaften.
Dabei gilt aber: {\displaystyle X^{*}} ist genau dann ein Hausdorff-Raum, wenn {\displaystyle X} lokalkompakt und Hausdorffsch ist. Insbesondere ist {\displaystyle X^{*}} für lokalkompakte Hausdorffräume normal (wie jeder kompakte Hausdorff-Raum) und somit nach dem Lemma von Urysohn vollständig regulär, was sich auf den ursprünglichen Raum {\displaystyle X} überträgt: Jeder lokalkompakte Hausdorff-Raum ist vollständig regulär.

### Konkrete Beispiele
- Die Einpunktkompaktifizierung der reellen Zahlen {\displaystyle \mathbb {R} } entspricht topologisch der Struktur eines Kreises, also einer {\displaystyle S^{1}}. Die Einpunktkompaktifizierung der komplexen Zahlen {\displaystyle \mathbb {C} } ist die Riemannsche Zahlenkugel, deren Struktur der Oberfläche einer Kugel, also einer 2-Sphäre {\displaystyle S^{2}}, entspricht. Allgemein ist die Einpunktkompaktifizierung des {\displaystyle \mathbb {R} ^{n}} homöomorph zur n-dimensionalen Sphäre {\displaystyle S^{n}}.
- Während die Einpunktkompaktifizierung der Menge {\displaystyle \mathbb {N} } der natürlichen Zahlen tatsächlich nur einen weiteren Punkt {\displaystyle \aleph _{0}=Card(\omega )} (abzählbar „Unendlich“) enthält, hat die Stone-Čech-Kompaktifizierung die Mächtigkeit {\displaystyle \beth _{2}=2^{2^{\aleph _{0}}}=2^{\aleph _{1}}=\aleph _{2}} unter Zuhilfenahme der Gültigkeit der Kontinuumshypothese.
- Für die erste überabzählbare Ordinalzahl {\displaystyle \omega _{1}} mit der Ordnungstopologie ist  {\displaystyle \omega _{1}+1} zugleich Alexandroff-Kompaktifizierung und Stone-Čech-Kompaktifizierung.

## Fortsetzbarkeit stetiger Funktionen
Wichtig für die Anwendbarkeit von Kompaktifizierungen ist auch die Möglichkeit der Fortsetzbarkeit stetiger Funktionen auf dem zu kompaktifizierenden Raum auf die Kompaktifizierung. Etwa kann das Verhalten stetiger Funktionen auf kompakten Räumen einfacher zu beschreiben sein und sich dann auf die Einschränkung der Funktion auf den ursprünglichen Raum übertragen. Zudem können auch universelle Eigenschaften des Raumes unter Kompaktifizierung erhalten bleiben. Die Forderung nach Dichtheit des ursprünglichen Raums in der Kompaktifizierung garantiert, falls der Zielraum der Abbildung hausdorffsch ist, die Eindeutigkeit der Fortsetzung.
Auf einem lokalkompakten Hausdorffraum lassen sich genau die stetigen Funktionen stetig zu einer Funktion auf der Einpunktkompaktifizierung fortsetzen, die anschaulich gesprochen „im Unendlichen einen festen Wert anstreben“, bei stetigen reellen Funktionen zum Beispiel solche, die „im Unendlichen verschwinden“, also deren Wert ab gewissen Abständen vom Ursprung beliebig nah an die Null gerät, das sind die C0-Funktionen. Allgemein gesprochen: Das Bild der Filterbasis der Komplemente kompakter Mengen konvergiert. Im Falle der Stone-Čech-Kompaktifizierung eines Tichonow-Raums lassen sich alle stetigen Funktionen in einen kompakten Hausdorffraum auf den kompaktifizierten Raum stetig fortsetzen, so etwa auch im Falle reellwertiger Funktionen alle beschränkten stetigen Funktionen.
Die Stetigkeit von Funktionen in einen Raum bleibt erhalten, wenn man sie als Funktionen in den kompaktifizierten Raum auffasst, falls eine stetige und injektive Einbettung in den kompaktifizierten Raum existiert.

## Anwendung
Viele Sätze der Topologie werden zunächst für kompakte Räume bewiesen, da hier durch die Endlichkeitsbedingung (in ihren verschiedenen Formulierungen) Beweise leichter zu führen sind. Als ein weiterer Schritt wird dann versucht, für andere Räume eine geeignete Kompaktifizierung zu konstruieren und zu sehen, unter welchen Bedingungen sich Ergebnisse übertragen lassen.
Als Beispiel für eine Anwendung betrachten wir den Satz von Gelfand-Kolmogoroff:

### Satz von Gelfand-Kolmogoroff
Dieser Satz ist ein Beispiel dafür, dass man direkt mit Hilfe der Stone-Čech-Kompaktifizierung Aussagen über einen Raum erhält.
{\displaystyle \textstyle {\mathcal {C}}(X)} sei der Ring der stetigen Funktionen von {\displaystyle X} nach {\displaystyle \mathbb {R} } (mit punktweise definierter Addition und Multiplikation) und {\displaystyle \textstyle {\mathcal {C}}^{*}(X)} der Unterring der beschränkten Funktionen.
- (Gelfand-Kolmogoroff): In jedem Tychonoff-Raum {\displaystyle X} gibt es eine 1-1-Zuordnung zwischen den maximalen Idealen von {\displaystyle \textstyle {\mathcal {C}}^{*}(X)} und von {\displaystyle \textstyle {\mathcal {C}}(X)}. In beiden Fällen „fixiert“ jedes maximale Ideal genau einen Punkt {\displaystyle p\in \beta (X)}.

Genauer gilt: in {\displaystyle \textstyle {\mathcal {C}}^{*}(X)} gibt es für jedes maximale Ideal {\displaystyle \textstyle I_{p}} (genau) einen Punkt {\displaystyle p\in \beta (X)} mit {\displaystyle \textstyle I_{p}=\left\{f\in {\mathcal {C}}^{*}(X)|f^{\beta }(p)=0\right\}}, wobei {\displaystyle f^{\beta }} die stetige Fortsetzung von {\displaystyle f} nach {\displaystyle \beta X} ist.
Für  {\displaystyle \textstyle {\mathcal {C}}(X)} lautet die entsprechende Beschreibung für maximale Ideale: {\displaystyle \textstyle I_{p}=\left\{f\in {\mathcal {C}}(X)|p\in cl_{\beta X}Z_{X}(f)\right\}}, wobei {\displaystyle Z_{X}(f)=\left\{x\in X|f(x)=0\right\}} und {\displaystyle cl_{\beta X}} für den Abschluss in {\displaystyle \beta X} steht.

## Verwandte Begriffe
Analog zur Vorstellung von der Kompaktifizierung kann man auch bei den meisten mit kompakt verwandten Begriffen vorgehen:
Den Begriff Pseudokompaktifizierung erhält man beispielsweise, indem man in der Definition kompakt durch pseudokompakt ersetzt.